# برنج (سرده)
برنج (نام علمی: Oryza) نام یک سرده از تیره گندمیان است.